# Pohorce
Pohorce (ukr. Погірці) – wieś w rejonie samborskim obwodu lwowskiego, położona opodal Dniestru, 10 km na południowy wschód od Rudek.
Miejscowość założona w 1357. W II Rzeczypospolitej była siedzibą gminy wiejskiej Pohorce w powiecie rudeckim województwa lwowskiego. 
28 czerwca 1944 podczas rzezi wołyńskiej zamordowano tu 1 Polaka, a także obrabowano i spalono 3 gospodarstwa.
Wieś liczy 1292 mieszkańców.